# Diambars FC
Der Diambars Football Club (Diambars FC de Saly) ist ein senegalesischer Fußballverein und Jugendakademie mit Sitz in Saly Portudal.

## Geschichte
Diambars FC wurde 2003 von Patrick Vieira und anderen ehemaligen Spielern gegründet.
Diambars startete in den regionalen Meisterschaften. Nachdem sie die Besten in den regionalen Divisionen waren, stieg Diambars 2009 in den Profistatus auf. 2011 spielte der Verein zum ersten Mal in die Ligue 1. 2013 wurde der Verein nationaler Meister und spielte in der darauffolgenden Saison in der CAF Champions League. Daneben hat der Verein mehrere Nationalspieler hervorgebracht.

## Stadion
Der Verein trägt seine Heimspiele im Stade Fodé Wade in Saly Portudal aus. Das Stadion hat ein Fassungsvermögen von 2000 Personen.

## Erfolge
- Senegalesischer Meister 2013
- Senegalesischer Ligapokalsieger: 2016, 2019

## Bekannte ehemalige Spieler
- Pape Souaré
- Idrissa Gueye
- Serigne Kara
- Saliou Ciss
- Vieux Sané